# Михня I Реу
Михня I Реу (на румънски: Mihnea cel Rău) е войвода на Влашко през 1508 – 1509 г. Син на Влад Дракула.

## Живот
Има противоречиви сведения относно раждането на Михня. Според едната хипотеза Михня е първородният син на Влад Дракула и е роден около 1448 г. от първата съпруга на Дракула, чието име не е установено със сигурност. Между 1456 и 1458 той е даден като заложник на османците, откъдето успява да избяга и да намери убежище в Унгария. Според втората хипотеза обаче раждането на Михня става не по-рано от 1462 г. по време на пленничеството на баща му в Унгария. За този период от живота на Влад Дракула (годините между 1462 и 1475) не се знае почти нищо, но по всяка вероятност тогава той сключва втори брак с Илона Жилегай, сестра на Матияш Корвин. Ако втората хипотеза е вярна, то в такъв случай трима от братята на Михня са по-големи от него – Раду и Влад от първия брак на баща му, и Михаил също от Илона Жилегай. Така или иначе има сведения, че около 1482 – 1483 г. Михня все още се намира в Унгария.
Прякорът „Злият“ му дават неговите врагове от влиятелния болярски род Крайовеску, с които Михня се бори по време на краткото си управление. В края на октомври 1509 г. Михня е принуден да търси спасение в Трансилвания, където не след дълго на 12 март 1510 е убит от болярите. Погребан е в Сибиу. Наследява го Мирчо III.

## Семейство
Михня има два брака.
Първи брак: със Смаранда, починала през 1485 г., от която има двама сина:
- Мирчо III, владетел на Влашко 1509 – 1510 г.;
- Милош, роден през 1480 г., заложник при османците, където е убит по заповед на султана през 1519 г.

Втори брак: с Войца, починала през 1510 г., от която има дъщеря:
- Роксандра, омъжена през 1511 г. за болярина Драгомир, а след това на 15 август 1513 г. за молдовския княз Богдан III Кривия